# Піттсбург (Оклахома)
Піттсбург (англ. Pittsburg) — місто (англ. town) в США, в окрузі Піттсбург штату Оклахома. Населення — 180 осіб (2020).

## Географія
Піттсбург розташований за координатами 34°42′42″ пн. ш. 95°51′1″ зх. д. / 34.71167° пн. ш. 95.85028° зх. д. (34.711583, -95.850174).  За даними Бюро перепису населення США в 2010 році місто мало площу 1,22 км², уся площа — суходіл.

## Демографія
Згідно з переписом 2010 року, у місті мешкало 207 осіб у 94 домогосподарствах у складі 62 родин. Густота населення становила 170 осіб/км².  Було 113 помешкання (93/км²).
Расовий склад населення:
| - 71,5 % — білих - 27,5 % — корінних американців |

До двох чи більше рас належало 0,5 %. Частка іспаномовних становила 0,5 % від усіх жителів.
За віковим діапазоном населення розподілялося таким чином: 18,4 % — особи молодші 18 років, 68,1 % — особи у віці 18—64 років, 13,5 % — особи у віці 65 років та старші. Медіана віку мешканця становила 44,9 року. На 100 осіб жіночої статі у місті припадало 71,1 чоловіків;  на 100 жінок у віці від 18 років та старших — 69,0 чоловіків також старших 18 років.
Середній дохід на одне домашнє господарство  становив 44 777 доларів США (медіана — 38 750), а середній дохід на одну сім'ю — 49 692 долари (медіана — 36 250). За межею бідності перебувало 27,9 % осіб, у тому числі 45,2 % дітей у віці до 18 років та 11,1 % осіб у віці 65 років та старших.
Цивільне працевлаштоване населення становило 92 особи. Основні галузі зайнятості: освіта, охорона здоров'я та соціальна допомога — 25,0 %, мистецтво, розваги та відпочинок — 14,1 %, роздрібна торгівля — 13,0 %, будівництво — 12,0 %.